# Bro Hymn
Bro Hymn ist ein Lied der US-amerikanischen Melodic-Hardcore-Band Pennywise. Es wurde als Tribut an die verstorbenen Freunde der Band Tim Colvin, Carlos Canton und Tom Nichols von Jason Matthew Thirsk, dem Bassisten der Band, geschrieben. Erstmals veröffentlicht wurde es auf dem Debüt-Album Pennywise aus dem Jahre 1991.
Aufgrund des sehr einprägsamen Refrains des Liedes fand es Einzug vor allem in der Fankultur verschiedener Sportarten. Vor allem in Fußballstadien gehört es mittlerweile zu einem der meistgespielten Lieder. Es wird unter anderem als Torhymne beim VfB Stuttgart, den Philadelphia Flyers, den Anaheim Ducks, den Blue Devils Weiden, dem FC Wacker Innsbruck, dem KRC Genk und dem EHC Biel, sowie als Einlaufmusik der Recklinghausen Chargers gespielt. Hierdurch ist das Lied auch einem großen Publikum außerhalb der Punkszene bekannt.

## Bro Hymn Tribute
Im Jahre 1996 verstarb Jason Matthew Thirsk unter ungeklärten Umständen an einer Schussverletzung und wurde von Randy Bradbury ersetzt. Die genaue Todesursache ist bis heute nicht ausreichend geklärt: Entweder verübte er Selbstmord (Thirsk litt bereits seit Jahren unter depressiven Anfällen) oder es löste sich beim Putzen einer Waffe versehentlich ein Schuss, der ihn tödlich verletzte. Nach diesem Ereignis schrieb die Band eine Thirsk gewidmete Neufassung des Liedes und veröffentlichte diese auf dem 1997er-Album Full Circle sowie auf dem Live-Album Live @ The Key Club von 2000. Der Text wurde leicht verändert (man fügte anstelle der Namen der drei Freunde den vollen Namen des Bassisten ein). Inzwischen wird diese Fassung zum Abschluss jedes Konzertes gespielt.